# Napęd Zip

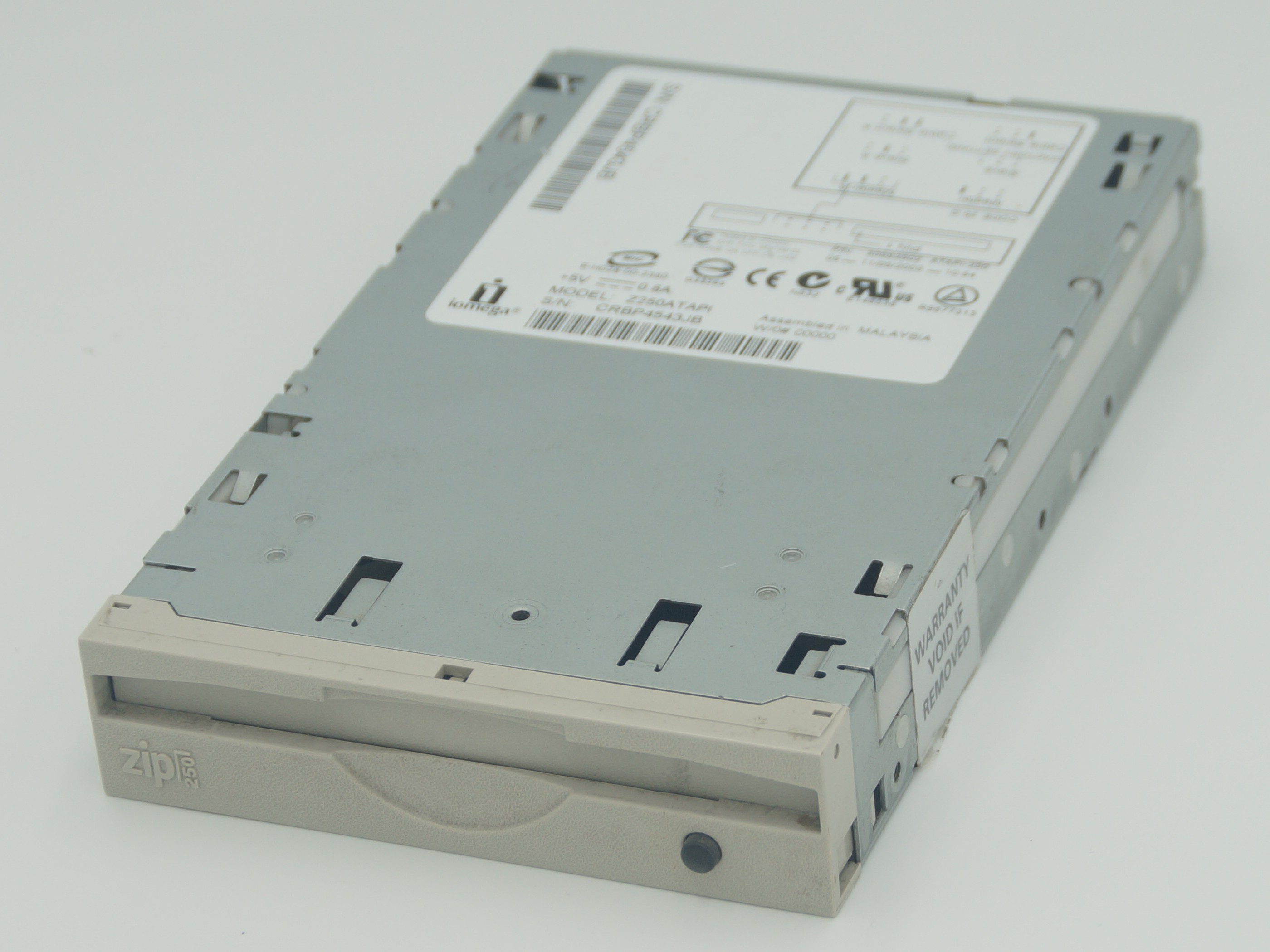
Wewnętrzny napęd Zip obsługujący dyskietki do 250 MB

Napęd Zip – rodzaj napędu i nośnika danych używanego głównie do tworzenia kopii zapasowej danych i archiwizacji plików.
Iomega Zip – przenośny napęd produkowany przez firmę Iomega, który obsługiwał 3,5-calowe dyski Zip występujące w trzech odmianach: 100 MB, 250 MB i 750 MB. Dyskietki o mniejszych pojemnościach są kompatybilne z napędami obsługującymi większe pojemności. Napęd oferował czas dostępu 25 ms i szybkość transferu do 1,4 MB/s. Był łączony z komputerem za pomocą interfejsu SCSI, IDE, portu równoległego Centronics lub USB. W przypadku portu Centronics, napęd Zip można połączyć w łańcuch wraz z drukarką, co pozwala na podłączenie obydwu urządzeń naraz. Przeniesienie danych wymagało albo noszenia ze sobą całego napędu i podłączania go do innego komputera, albo obecności napędu w innej maszynie, co przy ich stosunkowo małej popularności było rzadko możliwe.
Sugerowane przez Iomega zastosowanie dysków Zip:
1. archiwizacja starych wiadomości e-mail i innych plików, których nie używa się w danej chwili, ale może zaistnieć kiedyś potrzeba ich użycia;
2. przechowywanie dużych plików, jak grafika, dźwięki, których używa się dość rzadko;
3. wymiana dużych plików między użytkownikami (jeśli obydwaj posiadają napęd Zip);
4. przenoszenie systemu operacyjnego, jego ważnych plików lub ustawień między komputerem stacjonarnym a przenośnym;
5. przechowywanie plików odseparowanych od dysku twardego, np. ważnych i poufnych danych, by uchronić je przed niepowołanym dostępem lub wirusami.

Firma SyQuest i wiele innych stworzyły podobne produkty.
Napędy Zip straciły znaczenie z chwilą pojawienia się znacznie pojemniejszych i wygodniejszych w przenoszeniu urządzeń, jak pendrive.